# Шилікті
Шилікті́ (каз. Шілікті) — село у складі Астраханського району Акмолинської області Казахстану. Входить до складу Єсільського сільського округу.
Населення — 131 особа (2021; 216 у 2009, 281 у 1999, 274 у 1989).
Національний склад станом на 1989 рік:
- казахи — 100 %.